# ミルチョ・マンチェフスキ
ミルチョ・マンチェフスキ（Милчо Манчевски, Milčo Mančevski, Milcho Manchevski）はマケドニア共和国出身の映画監督・脚本家である。

## 略歴
マケドニア共和国のスコピエ出身で、スコピエで哲学を学んだ後にアメリカ合衆国に渡り、南イリノイ大学で写真を学んだ。1982年に卒業し、ドキュメンタリーのカメラマンや広告映画、さらにミュージック・ビデオや短篇映画の製作などを行っていた。1994年に初の長編映画作品である『ビフォア・ザ・レイン』を発表。同作はヴェネツィア国際映画祭金獅子賞をはじめとして多くの賞を受けた。現在はニューヨークに居住し、ニューヨーク大学芸術学部で教鞭をとっている。

## 主な監督作品
- ビフォア・ザ・レイン Before the Rain (1994)
- ダスト Dust (2001)
- Shadows (Сенки) (2007)